# Alan Bleasdale
Alan Bleasdale (* 23. März 1946 in Liverpool, England) ist ein britischer Fernseh-Dramatiker. Er ist für das Schreiben von Dramaserien, die auf dem Leben gewöhnlicher Menschen basieren, bekannt.

## Leben
Im Jahr 1967 erhielt er eine Lehrbefähigung. Von 1967 bis 1971 arbeitete er an der Modern St Columba 's School in Huyton, dann an der King George V School, von 1971 bis 1974 an der Gilbert and Ellice Islands und an der Halewood Grange Comprehensive School in Halewood von 1974 bis 1975. Von 1975 bis 1986 arbeitete er als Dramaturg am Liverpool Playhouse und dem Contact Theatre in Manchester.
Seine ersten Erfolge hatte er als Autor von Hörspielen für die BBC. Eine Figur aus der Serie wurde so erfolgreich, dass Bleasdale ein Theaterstück und zwei Romane schrieb und im Jahre 1978  Play for Today schrieb. Im selben Jahr schrieb er ein weiteres Stück. Bleasdale schrieb 1985 das Buch zu dem Film No Surrender, einer schwarzen Komödie. Er war verantwortlich für weitere preisgekrönte Fernsehspiele, darunter The Monokel Mutineer (1986, BBC One), GBH (1991, Channel 4) und Jake 's Progress (Channel 4, 1995).
1997 schrieb er für Channel 4 eine moderne Version des Krimiklassikers Melissa von Francis Durbridge. In seiner fünfteiligen Interpretation des Stoffs erzählt er in den ersten drei Episoden die Vorgeschichte der Titelheldin. 
Nach elf Jahren ohne Auftritt im Fernsehen kehrte er im Januar 2011 auf BBC 2 mit einem zweiteiligen Fernsehfilm Laconia über den Zweiten Weltkrieg.
Er ist seit 1967 mit Julie Moses verheiratet und hat mit ihr zwei Söhne und eine Tochter.